# Karl Lugmayer (Bergsteiger)
Karl Lugmayer (* 24. April 1926; † März 2014) war ein österreichischer Bergsteiger und Autor.

## Biographie
Lugmayr wuchs im oberösterreichischen Wolfern bei Steyr auf und wurde als 18-Jähriger zur Wehrmacht eingezogen, wo er 1944 in Nordfrankreich zum Einsatz kam. Während eines britischen Panzerangriffs geriet er in Gefangenschaft und verbrachte zwei Jahre in Gefangenenlagern in Belgien und England. Nach seiner Entlassung studierte er in Wien sechs Semester Physik und begann 1949 mit dem Bergsteigen in schwierigen Alpenrouten, einige davon mit dem Amerikaner Allen Steck.
Er begann auch mit dem Segelfliegen und erhielt 1958 die Privatpilotenlizenz. Danach arbeitete er für Swissair am Flughafen Wien und hatte dort wesentlichen Anteil am Aufbau des Cargo-Geschäfts. Seit 1986 war er im Ruhestand.
Lugmayer war verheiratet und Vater von fünf Kindern.

## Bergfahrten (Auswahl)
- 1949: 5. Begehung der Civetta-Nordwestwand („Comici-Route“)
- 1949: Großglockner-Nordwand („Direttissima“)
- 1949: Große Zinne-Nordwand („Comici-Route“)
- 1949: Däumling-Ostkante
- 1950: Eiger-Nordostwand
- 1950: 1. Winterbegehung der Schermberg-Nordwand („Linzerweg“) mit Karl Blach
- 1951: Alleinbegehung der Punta Pioda-Kante
- 1952: Piz Badile-Nordwestwand
- 1952: 1. Alleinbegehung der Dent d’Hérens-Nordwand
- 1952: 9. Begehung der Eiger-Nordwand mit Hans Ratay und Erich Vanis
- 1954: 2. Besteigung des Nevado Rasac (6.018 m) mit Heinrich Klier
- 1954: 1. Besteigung des Nevado Sarapo (6.047 m) mit Manfred Bachmann
- 1961: Kilimandscharo

## Werke
- Seile aus synthetischer Faser
- Gewitter in der Großglockner-Nordwand
- Allein in der Dent Herens-Nordwand
- Eine Erfahrung mit dem Nylonseil
- Die Winterbergfahrt
- Nevado Sarapo
- Eiger-Nordwand